# جمیسون سیتی (پنسیلوانیا)
جمیسون سیتی (به انگلیسی: Jamison City) یک منطقهٔ مسکونی در ایالات متحده آمریکا است که در شهرستان کلمبیا، پنسیلوانیا واقع شده‌است. جمیسون سیتی ۱٫۰ کیلومتر مربع مساحت و ۱۳۴ نفر جمعیت دارد و ۳۲۶٫۱۴ متر بالاتر از سطح دریا واقع شده‌است.